# Chiromantis inexpectatus
Espèce
Chiromantis inexpectatus est une espèce d'amphibiens de la famille des Rhacophoridae.

## Répartition

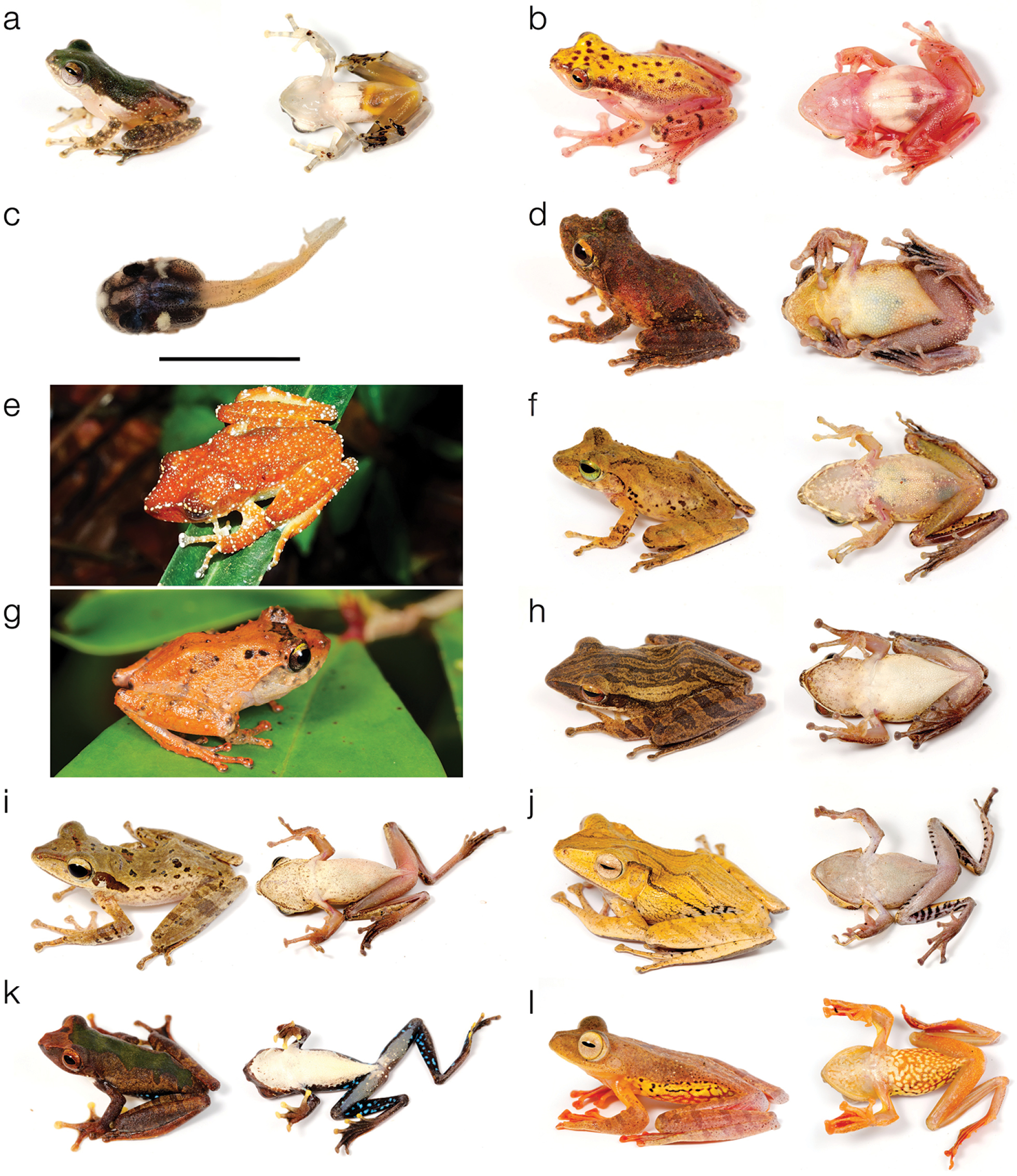
Rhacophoridae : a. Feihyla kajau b. Chiromantis inexpectatus c. têtard de Chiromantis inexpectatus d. Kurixalus appendiculatus e. Nyctixalus pictus f. Philautus hosii g. Philautus nephophilus h. Polypedates leucomystax i. Polypedates macrotis j. Polypedates otilophus k. Rhacophorus cyanopunctatus l. Rhacophorus pardalis

Cette espèce est endémique du Sabah en Malaisie orientale.

## Publication originale
- Matsui, Shimada & Sudin, 2014 : First record of the tree-frog genus Chiromantis from Borneo with the description of a new species (Amphibia: Rhacophoridae). Zoological Science, Tokyo, vol. 31, p. 45–51.